# 三階村
三階村（みはしむら、さんがいむら）は、島根県那賀郡にあった村。現在の浜田市の一部にあたる。

## 地理
- 河川：細谷川[2]、中筋川[3]、周布川[3]

## 歴史
- 1889年（明治22年）4月1日、町村制の施行により、那賀郡 長見村、細谷村（一部、字皆尾を除く）が合併して村制施行し、三階村が発足[1][4]。
- 1923年（大正12年）2月11日 - 那賀郡石見村、伊南村（一部、大字後野）と合併し石見村が存続して廃止された[1][4]。

### 地名の由来
村内の最高峰・三階山（通称：坂山）による。